# Gulf megye
Gulf megye az Amerikai Egyesült Államokban, azon belül Florida államban található. Megyeszékhelye és legnagyobb városa Port St. Joe. Lakosainak száma 14 192 fő (2020. április 1.). Gulf megye Calhoun, Liberty, Franklin és Bay megyékkel határos.

## Népesség
A megye népességének változása:
| Lakosok száma | 15 808 | 15 687 | 15 707 | 15 829 | 15 871 | 14 192 |
|               | 2010   | 2011   | 2012   | 2013   | 2015   | 2020   |